# Mistrz kierownicy ucieka 3
Mistrz kierownicy ucieka 3 (ang. Smokey and the Bandit III) – amerykańska komedia sensacyjna z 1983 roku.

## Opis fabuły
Pomysłowi bracia Enos (Paul Wiliams i Pat McCormick) wynajmują Cledusa Snowa (Jerry Reed) i zlecają mu, by przejechał przez kilka stanów, ciągnąc za sobą reklamującą ich lokal makietę rekina z filmu Szczęki. Szeryf Buford T. Justice (Jackie Gleason) przekonany, że w drogę wyruszył jego wróg „Bandyta” (Burt Reynolds), zaczyna ścigać Snowa.

## Obsada
- Jackie Gleason – szeryf Buford T. Justice
- Jerry Reed – Cledus
- Mike Henry – Junior
- Colleen Camp – Dusty Trails
- Pat McCormick – duży Enos
- Faith Minton – Tina
- Will Knickerbocker – urzędnik w hotelu
- Sharon Anderson – policjantka
- Burt Reynolds – „Bandyta”
- Paul Williams – mały Enos
- Ava Cadell – blondynka
- Joe Pesci – malarz drogi
- Jorge Gil – nalewacz na stacji paliw
- Veronica Gamba – dziewczyna na pikniku
- Mel Pape – oficer policji